# Komodo (Save a Soul)
A Komodo (Save a Soul) Mauro Picotto olasz trance producer zeneszáma. 2000 júliusában került kiadásra, s a negyedik kislemez volt a The Album című albumról. A zeneszám hatalmas sikereket ért el számos országban, s bekerült a top 10 számok közé Ausztriában, Németországban, Írországban és Svájcban.
A szám videóklipjében Mauro Picotto szerepel, aki detektívet játszik, s egy misztikus nőt üldöz. A nő egymás után csábítja el a férfiakat, akiket a csókjával öl meg, miközben kiszívja lelküket.

## Számok listája
1. "Komodo" (Video Edit) - 3:25
2. "Komodo" (Megavoices Claxixx Mix) - 8:15
3. "Komodo" (Tea Mix) - 7:53
4. "Komodo" (Megamind Remix) - 7:09
5. "Komodo" (Saccoman Mix) - 6:53
6. "Komodo" (Alternative Mix) - 6:19

### Legjobb helyezések
| Toplista (2000)                                  | Legjobb helyezés |
| ------------------------------------------------ | ---------------- |
| Ausztria (Ö3 Austria Top 40)                     | 4                |
| 15                                               |                  |
| Franciaország (Single Top 100)                   | 60               |
| Németország (Media Control Charts)               | 6                |
| Írország (IRMA)                                  | 2                |
| Olaszország (FIMI)                               | 17               |
| 19                                               |                  |
| Skócia (Scottish Singles Top 40)                 | 6                |
| Svájc (Schweizer Hitparade)                      | 4                |
| Egyesült Királyság (The Official Charts Company) | 13               |

### Elismerések
| Ország      | Elismerés | Dátum | Hitelesített eladás |
| ----------- | --------- | ----- | ------------------- |
| Németország | Arany     | 2000  | 250,000             |